# Лава лампа
Лава лампа (или Астро лампа) декоративна је лампа коју је изумео британски рачуновођа и проналазач Едвард Крејвен-Вокер 1963. године. Ова украсна лампа се састоји из два дела: сталка и стаклене посуде. Стаклена посуда која чини горњи део је испуњена прозирном течношћу и воском који је обојен у различите боје. Доњи део лампе чини сталак на коме стоји стаклена посуда. У саставу сталка се налази сијалица која служи као грејно тело, што омогућава загрејавање течности и при томе восак мења облик и креће се по посуди релативно споро.

## Опасност
Лава лампа може бити јако опасна, ако није коришћена по правилима. У 2004. години човек из Кента у Вашингтону је покушао да користи лава лампу тако што ће је загрејати на шпорету. Лава лампа се јесте загрејала, али је тиме притисак у стакленој посуди нагло порастао и тако је посуда експлодирала. Након експлозије посуде, део стакла је улетео у тело мушкарца и пробушио му срце, након чега је уследила његова смрт.

## Наводи
1. ↑  „Lavalamp Limited in London Profile - Lavalamp Limited Free Webcheck”. Архивирано из оригинала 10. 06. 2015. г. Приступљено 31. 8. 2013.
2. ↑  „snopes.com: Lava Lamp Death”. Приступљено 31. 8. 2013.